# Lalbenque
 Lalbenque  (en occitano L'Albenca) es una población y comuna francesa, situada en la región de Mediodía-Pirineos, departamento de Lot, en el distrito de Cahors y cantón de Lalbenque.

## Demografía
| 964 | 861 | 854 | 787 | 878 | 1067 |
| Para los censos de 1962 a 1999 la población legal corresponde a la población sin duplicidades (Fuente: INSEE [Consultar]) |     |     |     |     |      |